# 青山修子
青山 修子（あおやま しゅうこ、1987年12月19日 - ）は、東京都町田市出身の女子プロテニス選手。これまでにWTAツアーでシングルスの優勝はないが、ダブルスで17勝を挙げている。右利き、フォアハンド・バックハンドストロークともに両手打ち。自己最高ランキングはシングルス182位、ダブルス4位。近藤乳業所属。
2021年マイアミ・オープン女子ダブルス優勝。2021年ウィンブルドン選手権で、柴原瑛菜と日本人女子ペア初のベスト4入り。2023年全豪オープン女子ダブルス準優勝。

## 来歴
9歳からテニスを始める。町田市立南第四小学校、日本大学第三中学校・高等学校を経て早稲田大学スポーツ科学部に入学。早大時代に指導した土橋登志久は、高校生スカウトに勧められ視察した際、小柄な子がループボールを多用する正統派とはいえない戦い方をしており、「こんな選手になるとは思わなかった」とのちに振り返っている。卒業後にプロに転向した。
2010年9月のHPオープンでは藤原里華と組んだダブルスで準優勝。

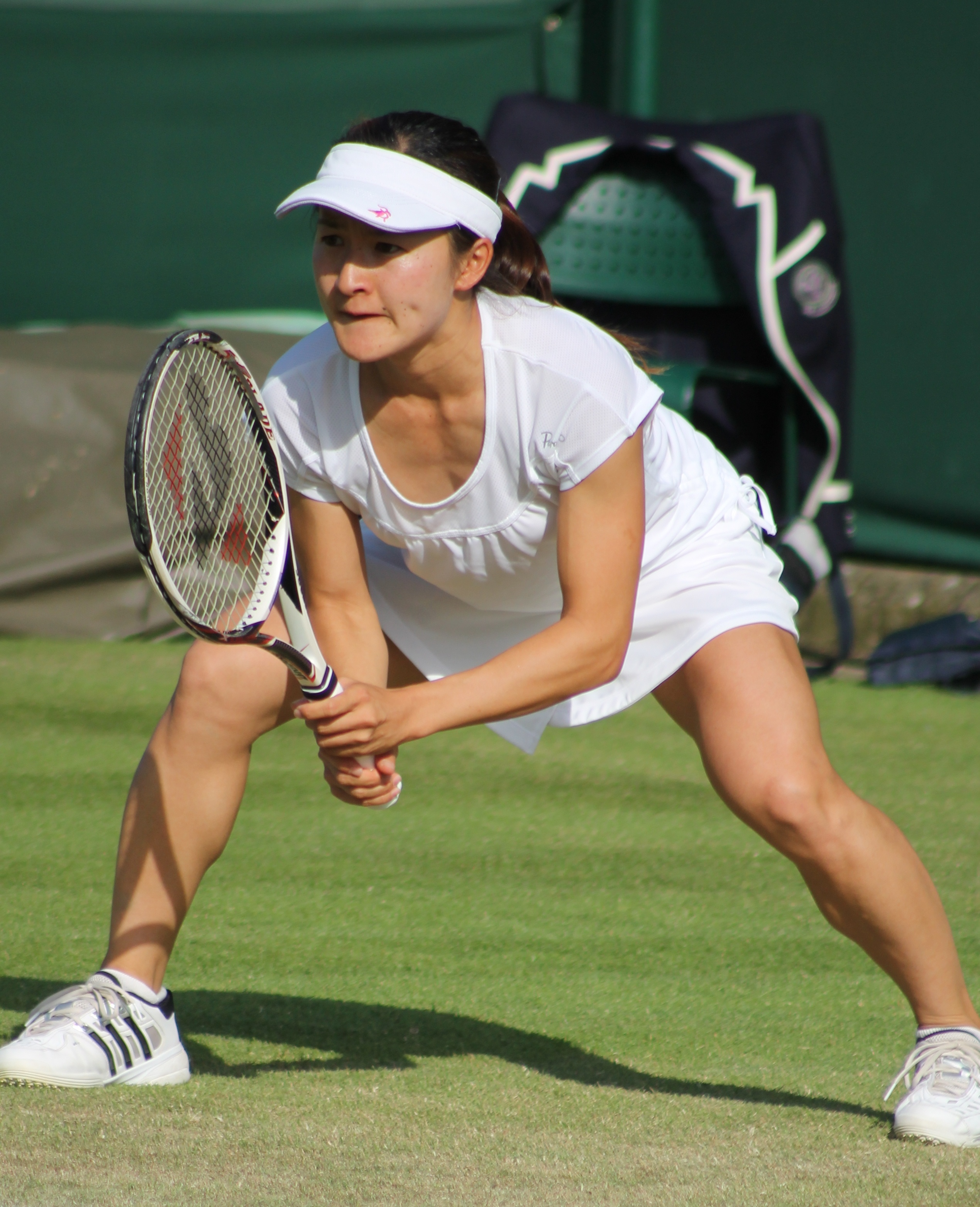
2013年ウィンブルドン選手権にて

2011年ウィンブルドン選手権のダブルスでも藤原里華と組み予選から勝ち上がって4大大会初出場を果たし、1回戦でイタリアのサラ・エラニ/ロベルタ・ビンチ組に 6–3, 2–6, 4–6 で敗れた。深圳ユニバーシアードでは高畑寿弥と組んだダブルスで金メダルを獲得し全日本テニス選手権でも高畑とのペアで優勝した。
2012年8月のシティ・オープンでは張凱貞と組み2度目のツアー決勝に進出。決勝でイリーナ・ファルコニ/シャネル・シェパーズ組を 7–5, 6–2 で破りWTA初優勝を果たした。
2013年2月のBMWマレーシア・オープンで2勝目を挙げている。4月のスペインとのフェドカップに初めて日本代表として出場した。日本が3連敗して決着がついた後のダブルスに土居美咲と組んで出場し、ルルド・ドミンゲス・リノ/アナベル・メディナ・ガリゲス組に 4–6, 5–7 で敗れた。
ウィンブルドンではシャネル・シェパーズと組み1回戦で第9シードのアナスタシア・パブリュチェンコワ/ルーシー・サファロバ、3回戦で6シードのリーゼル・フーバー/サニア・ミルザ組、準々決勝で第16シードのユリア・ゲルゲス/バルボラ・ザフラボバ・ストリコバ組を破りベスト4に進出した。準決勝で優勝した謝淑薇/彭帥組に 4–6, 3–6 で敗れた。
また、シティ・オープンでは好調のウージニー・ブシャール擁するペアに勝利して大会2連覇。翌年は桑田寛子/奈良くるみとの日本人対決に勝利して3連覇を果たした。2017年にはこの年全米オープンを制したスローン・スティーブンスとブシャールのペアを下して優勝している。
2014年のジャパン女子オープンテニスダブルスで優勝。東京移転後の2016年と2017年には連覇を達成した。
2019年7月より柴原瑛菜とペアを組み、7月のシリコンバレー・クラシックで準優勝、10月の天津オープンの決勝で日比野菜緒/加藤未唯組を 6–3, 7–5 で破り優勝をした。翌週のクレムリン・カップでも勝ち、2週連続優勝を果たした。
2020年のサンクトペテルブルク・レディース・トロフィーで優勝。9月のBNLイタリア国際とストラスブール国際でともにベスト4入りすると、続く全仏オープンではベスト8入りした。
2021年は、年始のアブダビ女子オープンで前年全豪覇者ソフィア・ケニンのペアを下すなどしていきなり優勝。続くヤラ・バレー・クラシックでも、準決勝で相手の4本連続のマッチポイントをはねのけて逆転勝ちするように強さを見せ、2大会連続優勝を成し遂げた。全豪オープンはベスト8。その後は3連敗を喫した。しかし、マイアミ・オープンで決勝進出すると、決勝でルイーザ・ステファニー/ヘイリー・カーター組を6-2, 7-5で破り、WTA1000初優勝を果たした。
クレーシーズンはBNLイタリア国際で4強入りしたが、全仏は2回戦敗退に終わる。グラスシーズン、イーストボーン国際で優勝し、このペアで初の芝タイトルを獲得した。勢いに乗り挑んだウィンブルドン選手権では、すべてストレート勝ちで自身2度目のベスト4入り。ウィンブルドンで日本女子同士のペアが4強入りするのは史上初のことだった。準決勝では第3シードでGS覇者のエリーズ・メルテンス/謝淑薇組と対戦し、2セット目を奪う奮闘を見せたが、4-6, 6-1, 3-6で惜敗した。しかしながら、この結果により7月12日付けの世界ランキングで10位になり、トップ10入りを果たした。
2020年東京オリンピックテニス女子ダブルスでも柴原瑛菜とペアを組み出場。メダルも期待されたが、準優勝するベンチッチ/ゴルビッチ組(スイス)と対戦し、2時間23分の熱戦の末初戦敗退となった。それでも翌月のテニス・イン・ザ・ランドでシーズン5勝目を挙げた。BNPパリバ・オープンでベスト4。同一ペアとして最多の5勝をあげ、WTAファイナルズ出場が決定した。日本ペアとしては2002年の杉山愛/藤原里華19年ぶりであり、日本人としても2008年の杉山以来の快挙であった。大会では2勝1敗でラウンドロビンを突破。準決勝ではメルテンス/謝組に敗れ、初出場にして決勝進出を逃したものの、試合後の会見ではこの1年を「最高のシーズンだった」と振り返った。最終順位は5位まで上昇した。
2022年全豪オープンに第2シードとして出場。シード通りの強さで自身全豪オープン初の4強入りを果たした。しかし、準決勝でベアトリース・ハダード・マイア/アンナ・ダニリナ組にアップセットを起こされ、またもGS決勝進出はならなかった。その後、柴原がシングルに注力するため、ペアを解消。複数選手と組み、シリコンバレー・クラシックで準優勝、カタール・トータル・オープンやノッティンガム・オープンでベスト4、ウィンブルドン選手権でベスト8入りなどしたが、優勝はなかった。最終順位は23位。
2023年年始から柴原とのペアが復活。全豪オープンでは、順調にベスト4進出を決めると、準決勝で第2シードのガウフ/ペグラ組をストレートで破り、自身初のGS決勝進出を果たす。しかし、決勝では前年覇者にして第1シードのクレイチコバ/シニアコバに4-6, 3-6で敗れ、準優勝に留まった。

## WTAツアー決勝進出結果

### ダブルス: 29回 (17勝12敗)
| 大会グレード                  |
| ----------------------------- |
| グランドスラム (1–0)          |
| WTAファイナルズ (0–0)         |
| WTA1000 (1–0)                 |
| WTAエリート・トロフィー (0-1) |
| WTA500 (5–2)                  |
| WTA250 (11–7)                 |

| 結果   | No. | 決勝日         | 大会                 | サーフェス    | パートナー                 | 対戦相手                                            | スコア                  |
| ------ | --- | -------------- | -------------------- | ------------- | -------------------------- | --------------------------------------------------- | ----------------------- |
| 準優勝 | 1.  | 2010年10月17日 | 大阪                 | ハード        | 藤原里華                   | 張凱貞 リリア・オスターロー                         | 0–6, 3–6                |
| 優勝   | 1.  | 2012年8月3日   | ワシントンD.C.       | ハード        | 張凱貞                     | イリーナ・ファルコニ シャネル・シェパーズ           | 7–5, 6–2                |
| 優勝   | 2.  | 2013年3月3日   | クアラルンプール     | ハード        | 張凱貞                     | ヤネッテ・フサロバ 張帥                             | 6-7(4), 7-6(4), [14-12] |
| 優勝   | 3.  | 2013年8月3日   | ワシントンD.C.       | ハード        | ベラ・ドゥシェビナ         | ウージニー・ブシャール テイラー・タウンゼント       | 6–3, 6–3                |
| 優勝   | 4.  | 2014年8月2日   | ワシントンD.C.       | ハード        | ガブリエラ・ダブロウスキー | 桑田寛子 奈良くるみ                                 | 6–1, 6–2                |
| 優勝   | 5.  | 2014年10月12日 | 大阪                 | ハード        | レナタ・ボラコバ           | ララ・アルアバレナ タチヤナ・マリア                 | 6–1, 6–2                |
| 準優勝 | 2.  | 2015年1月10日  | オークランド         | ハード        | レナタ・ボラコバ           | サラ・エラニ ロベルタ・ビンチ                       | 2–6, 1–6                |
| 準優勝 | 3.  | 2015年2月15日  | パタヤ               | ハード        | タマリネ・タナスガーン     | 詹詠然 詹皓晴                                       | 6–2, 4–6, [3–10]        |
| 準優勝 | 4.  | 2016年5月21日  | ニュルンベルク       | クレー        | レナタ・ボラコバ           | キキ・ベルテンス ヨハンナ・ラーション               | 3–6, 4–6                |
| 準優勝 | 5.  | 2016年7月23日  | ワシントンD.C.       | ハード        | 尾﨑里紗                   | ヤニナ・ウィックマイヤー モニカ・ニクレスク         | 4–6, 3–6                |
| 準優勝 | 6.  | 2016年8月7日   | 南昌                 | ハード        | 二宮真琴                   | 梁晨 魯晶晶                                         | 6–3, 6–7(2), [11–13]    |
| 優勝   | 6.  | 2016年9月17日  | 東京                 | ハード        | 二宮真琴                   | ジョセリン・レイ アナ・スミス                       | 6–3, 6–3                |
| 優勝   | 7.  | 2017年8月5日   | ワシントンD.C.       | ハード        | レナタ・ボラコバ           | ウージニー・ブシャール スローン・スティーブンス     | 6–2, 6–3                |
| 優勝   | 8.  | 2017年9月16日  | 東京                 | ハード        | 楊釗煊                     | モニク・アダムチャック ストーム・サンダース         | 6–0, 2–6, [10–5]        |
| 準優勝 | 7.  | 2017年9月30日  | 武漢                 | ハード        | 楊釗煊                     | 詹詠然 マルチナ・ヒンギス                           | 6–7(5), 6–3, [4–10]     |
| 準優勝 | 8.  | 2018年10月14日 | 香港                 | ハード        | リジア・マロザワ           | サマンサ・ストーサー 張帥                           | 4-6, 4-6                |
| 準優勝 | 9.  | 2018年11月4日  | 珠海                 | ハード (室内) | リジア・マロザワ           | リュドミラ・キチェノク ナディヤ・キチェノク         | 4–6, 6–3, [7–10]        |
| 優勝   | 9.  | 2019年6月16日  | スヘルトーヘンボス   | 芝            | アレクサンドラ・クルニッチ | レスレイ・ケルクホーフェ ビビアン・スクーフス       | 7–5, 6–3                |
| 準優勝 | 10. | 2019年8月4日   | サンノゼ             | ハード        | 柴原瑛菜                   | ニコール・メリヒャル クベタ・ペシュケ               | 4–6, 4–6                |
| 優勝   | 10. | 2019年10月13日 | 天津                 | ハード        | 柴原瑛菜                   | 日比野菜緒 加藤未唯                                 | 6–3, 7–5                |
| 優勝   | 11. | 2019年10月20日 | モスクワ             | ハード (室内) | 柴原瑛菜                   | キルステン・フリプケンス ベサニー・マテック＝サンズ | 6–2, 6–1                |
| 優勝   | 12. | 2020年2月16日  | サンクトペテルブルク | ハード (室内) | 柴原瑛菜                   | アレクサ・グアラチ ケイトリン・クリスチャン         | 4–6, 6–0, [10–3]        |
| 優勝   | 13. | 2021年1月13日  | アブダビ             | ハード        | 柴原瑛菜                   | ヘイリー・カーター ルイーザ・ステファニー           | 7–6(7–5), 6–4           |
| 優勝   | 14. | 2021年2月6日   | メルボルン           | ハード        | 柴原瑛菜                   | アンナ・カリンスカヤ ヴィクトリア･クズモバ          | 6-3, 6–4                |
| 優勝   | 15. | 2021年4月4日   | マイアミ             | ハード        | 柴原瑛菜                   | ヘイリー・カーター ルイーザ・ステファニー           | 6-2, 7-5                |
| 優勝   | 16. | 2021年6月26日  | イーストボーン       | グラス        | 柴原瑛菜                   | ニコール・メリチャー デミ・スゥース                 | 6-1, 6–4                |
| 優勝   | 17. | 2021年8月29日  | クリーブランド       | ハード        | 柴原瑛菜                   | サニア・ミルザ クリスティナ・マクヘール             | 7-5, 6–3                |
| 準優勝 | 11. | 2022年8月7日   | サンノゼ             | ハード        | 詹皓晴                     | 徐一璠 楊釗煊                                       | 5-7, 0-6                |
| 準優勝 | 12. | 2023年1月29日  | メルボルン           | ハード        | 柴原瑛菜                   | バルボラ・クレイチコバ カテリナ・シニャコバ         | 4-6, 3-6                |

## 成績
略語の説明
| W | F | SF | QF | #R | RR | Q# | LQ | A | Z# | PO | G | S | B | NMS | P | NH |

W=優勝, F=準優勝, SF=ベスト4, QF=ベスト8, #R=#回戦敗退, RR=ラウンドロビン敗退, Q#=予選#回戦敗退, LQ=予選敗退, A=大会不参加, Z#=デビスカップ/BJKカップ地域ゾーン, PO=デビスカップ/BJKカッププレーオフ, G=オリンピック金メダル, S=オリンピック銀メダル, B=オリンピック銅メダル, NMS=マスターズシリーズから降格, P=開催延期, NH=開催なし.

### 4大大会ダブルス
| 大会           | 2010 | 2011 | 2012 | 2013 | 2014 | 2015 | 2016 | 2017 | 2018 | 2019 | 2020 | 2021 | 2022 | 2023 | 通算成績 |
| -------------- | ---- | ---- | ---- | ---- | ---- | ---- | ---- | ---- | ---- | ---- | ---- | ---- | ---- | ---- | -------- |
| 全豪オープン   | A    | A    | A    | 2R   | 1R   | 1R   | 1R   | 3R   | 3R   | 2R   | 3R   | QF   | SF   | F    | 17–11    |
| 全仏オープン   | A    | A    | A    | 1R   | 2R   | 1R   | A    | 1R   | 1R   | 1R   | QF   | 2R   | 1R   |      | 5–9      |
| ウィンブルドン | A    | 1R   | LQ   | SF   | 3R   | 1R   | 2R   | 2R   | 2R   | 2R   | NH   | SF   | QF   |      | 17–10    |
| 全米オープン   | A    | 1R   | A    | 1R   | 1R   | 1R   | 1R   | 3R   | 2R   | 2R   | 2R   | 3R   | 3R   |      | 9–11     |